# Johann Philipp Franz von Schönborn

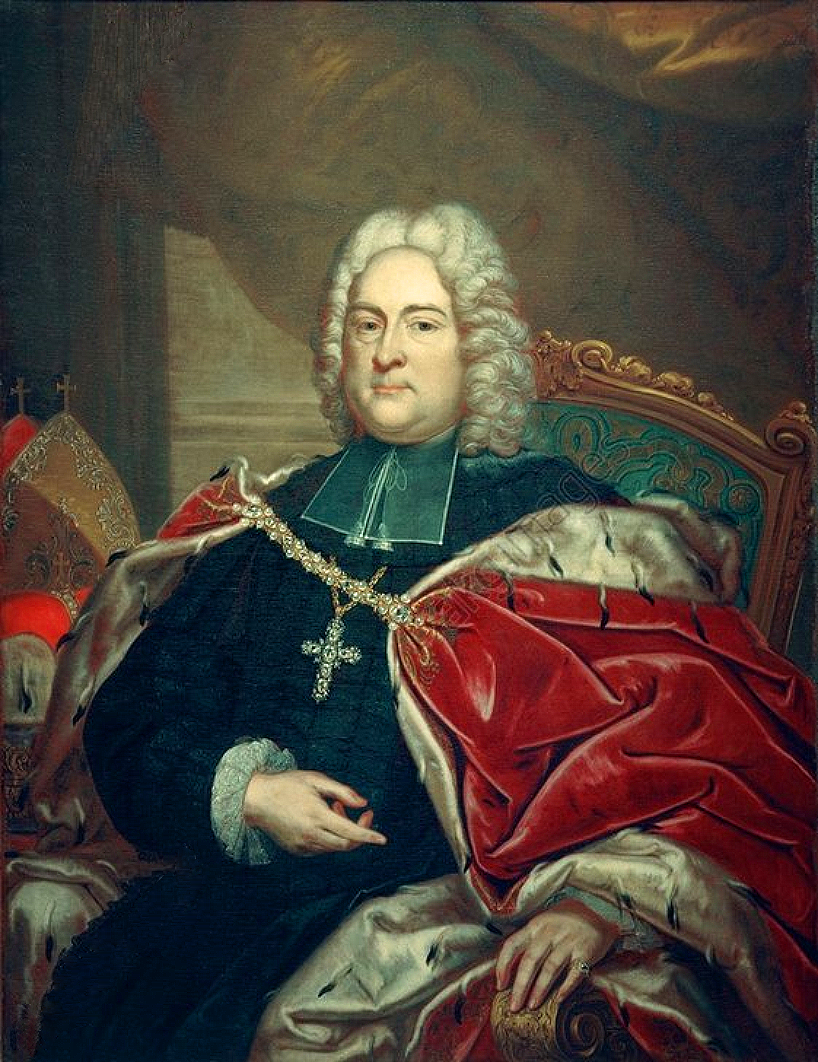
Johann Philipp Franz von Schönborn, Gemälde von Frans van Stampart, 1713

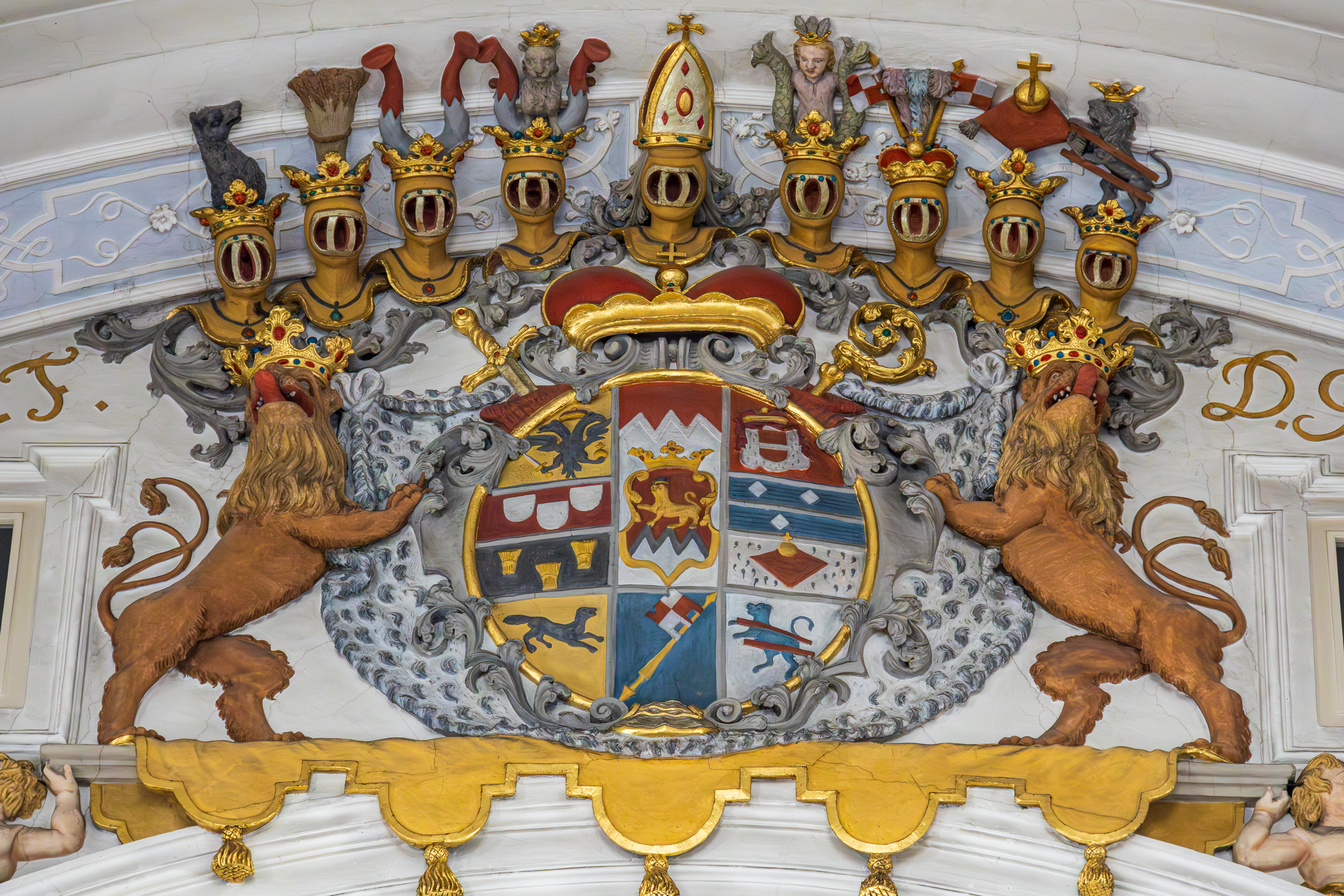
Wappen des Fürstbischofs in der Kirche St. Peter und Paul (Würzburg)

Johann Philipp Franz von Schönborn (* 15. Februar 1673 in Würzburg; † 18. August 1724 in Löffelstelzen) war ein deutscher Geistlicher, Dompropst in Würzburg und von 1719 bis zu seinem Tod Fürstbischof des Hochstifts Würzburg.

## Leben

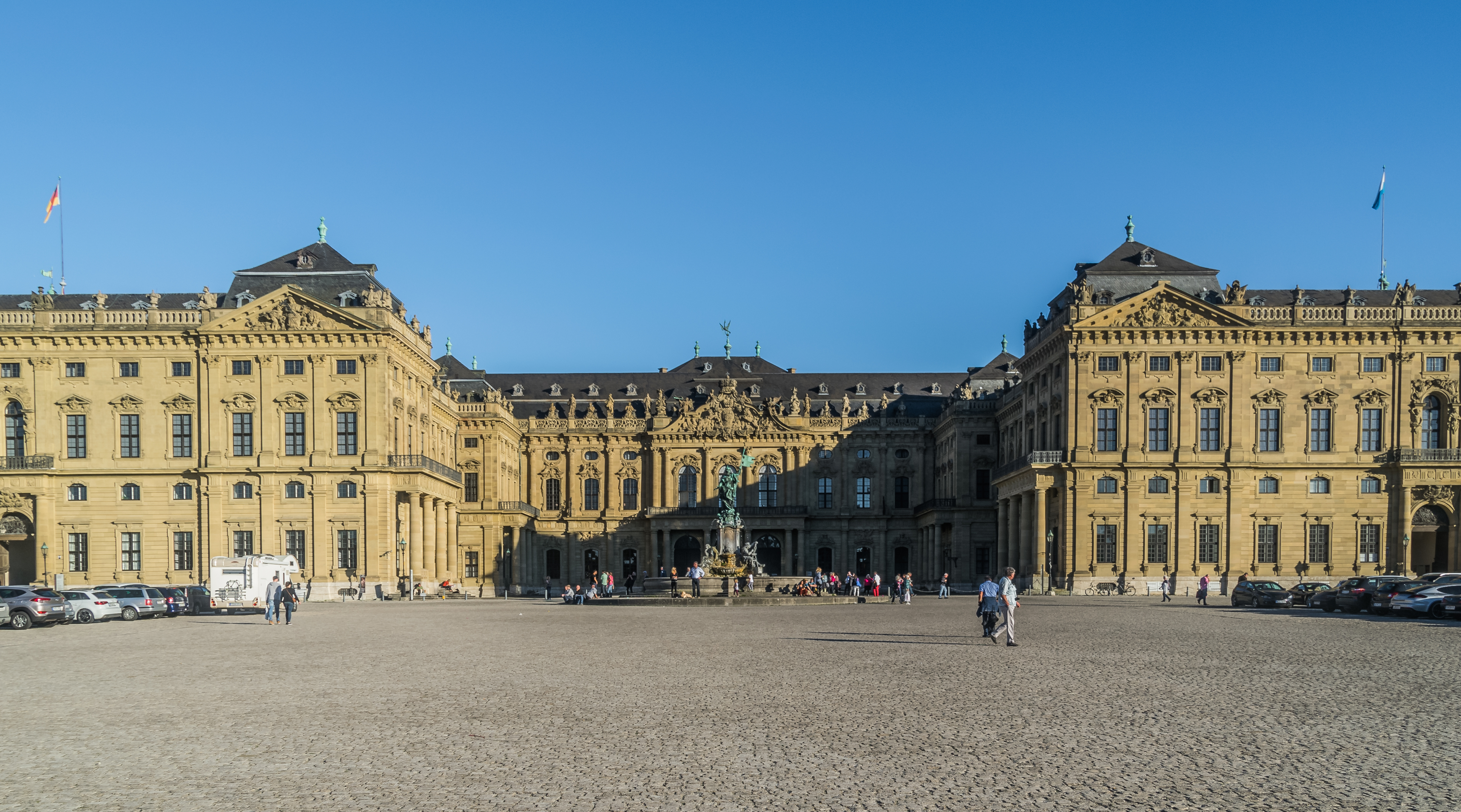
Die unter seiner Herrschaft nach Entwurf von Balthasar Neumann begonnene Würzburger Residenz

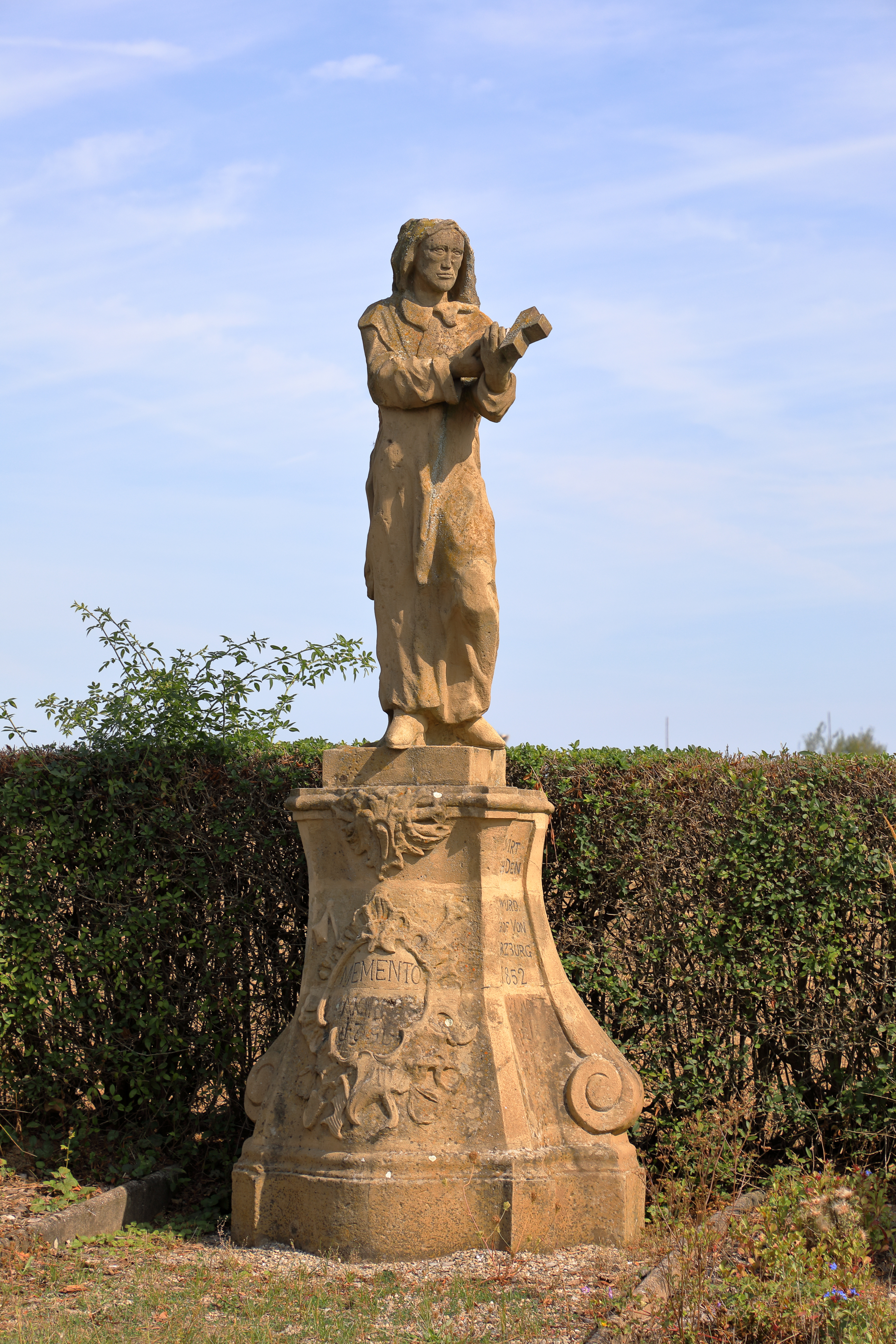
Das an seinem Sterbeort errichtete Denkmal mit einer Darstellung des Heiligen Bruno von Würzburg

Johann Philipp Franz war der älteste Sohn des kurmainzischen Staatsministers Melchior Friedrich Graf von Schönborn-Buchheim (1644–1717) und seiner Ehefrau Freiin Maria Anna Sophia von Boineburg (1652–1726) sowie Neffe des Mainzer Kurfürsten und Erzbischofs Lothar Franz von Schönborn. Seine jüngeren Brüder waren die Fürstbischöfe Friedrich Karl von Schönborn und Damian Hugo Philipp von Schönborn-Buchheim sowie der Trierer Kurfürst und Erzbischof Franz Georg von Schönborn und der Politiker Rudolf Franz Erwein von Schönborn. Ab 1681 besuchte er ein Jesuiten-Gymnasium in Aschaffenburg und studierte anschließend bis 1693 in Würzburg, Mainz und Rom.
Erste diplomatische Erfahrungen sammelte er in England, den Niederlanden und Frankreich, wo Schlossbauten wie Versailles einen bleibenden Eindruck auf ihn ausübten. 1685 Domherr, ab 1699 im Würzburger Domkapitel, wurde er 1719 zum Fürstbischof gewählt. Die Bischofsweihe erhielt er von seinem mächtigen Onkel Lothar Franz von Schönborn, der aber eigentlich dessen jüngeren Bruder Friedrich Karl favorisiert hatte. Er kritisierte in der Folgezeit häufig die Regierung seines Neffen, der bei der Bevölkerung unbeliebt war und auch in der Reichspolitik keine Bedeutung erringen konnte.
Drastische Steuererhöhungen, unter anderem zur Finanzierung des Baus der 1720 begonnenen, riesigen Würzburger Residenz sorgten für Unmut. Ein Jahr später legte er den Grundstein für die ebenfalls von Balthasar Neumann entworfene Schönbornkapelle am Würzburger Dom, welche als exklusive dynastische Grablege für die Kirchenfürsten seiner Familie von ihm bereits vor 1719 vorgesehen war.
Innenpolitisch förderte er die Medizin, indem er ohne Kosten zu scheuen im Dezember 1724 den Wundarzt Louis Syvert (auch Loys Syvert sowie Sivert und Sievert geschrieben) mit Familie und eigenen Gehilfen aus Paris als Oberwundarzt und Demonstrator bzw. Prosektor der Anatomie nach Würzburg holte, sowie die Wirtschaft mit einer neuen Handwerksordnung und dem Ausbau der Mainschifffahrt.
Nach einem Jagdausflug erlitt Johann Philipp Franz einen Kreislaufzusammenbruch, an dessen Folgen er starb. Sein Tod wurde teilweise freudig aufgenommen und man argwöhnte, er könnte vergiftet worden sein. Der Befund der Exenteration lautet „Streckfluß“ (eine alte Bezeichnung für Meningitis) bzw. inflammatio  ventriculi cordis et spissitudo sanguinis. Damit  ist  der im Februar des Jahres aufgekommenen Verdacht eines Giftmordanschlages jedoch nicht sicher zu bestätigen, dessen mögliche Hintergründe und Anstifter ansonsten völlig im Unklaren bleiben. Nach einem Zeugenbericht des Geheimen Rats Franz Ludwig Fichtl sei nach dem Jagdausflug wegen der Hitze mehr als üblich getrunken worden, und dem Fürstbischof war des Abends übel und er musste sich mehrfach übergeben. Daher wurde am nächsten Morgen gegen 8 Uhr die Heimreise angetreten. Von Schönborn sei jedoch „außerhalb Löffelstelz“ so übel geworden, dass unter einem Baum eine Rast eingelegt wurde. Ihm wurde aus Mänteln ein Lager bereitet, bevor aus Löffelstelzen ein Bett herangeschafft wurde. Es trat Schüttelfrost auf, und der herbeigerufene Beichtvater erteilte ihm die Absolution. Ein darauffolgender Aderlass zeitigte keine Wirkung, und von Schönborn verstarb zwischen 9 und 10 Uhr.
Seinen Residenzbau hat er nie bewohnt, kaum ein Fünftel der Baumasse war unter Dach gebracht und sein Nachfolger Christoph Franz von Hutten stellte die teuren Baumaßnahmen fast ganz ein, das erste Vierflügelkarree des Nordflügels wurde allerdings unter ihm nahezu vollendet. Erst dessen Nachfolger, Johann Philipp Franz’ jüngerer Bruder, der 1729 zum Würzburger Fürstbischof gewählte Friedrich Karl von Schönborn, ließ den gewaltigen Bau bis 1744 vollenden.
Das Testament ist nicht überliefert. Zur Tilgung der unter Johann Philipp  Franz  aufgelaufenen  hochstiftischen  Schulden  wird  sein  umfangreicher  Nachlass  sequestriert  und  verkauft.
Mit seinem Bruder, Friedrich Karl, war er Namensgeber der kunstgeschichtlichen Bezeichnung Schönbornzeit für die zwischen seinem Amtsantritt beginnende und mit dem Tod seines Bruders endende Epoche Würzburger und fränkischer Geschichte.